# Claas Scorpion

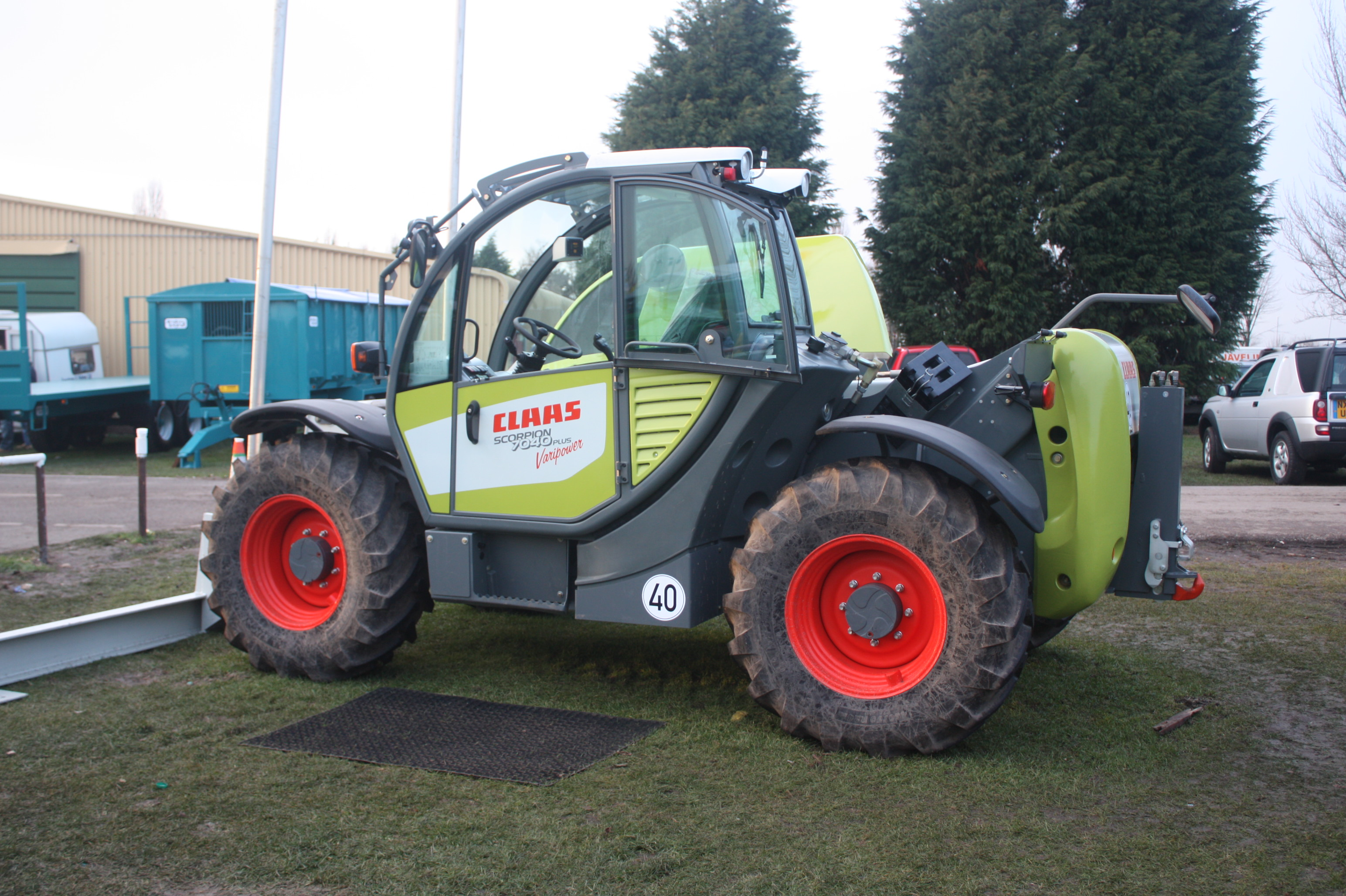
Claas Scorpion 7040

Der Claas Scorpion ist eine Baureihe  von Teleskopladern des Landmaschinenherstellers Claas in Harsewinkel.

## Geschichte
2005 stellten das Unternehmen Claas in Zusammenarbeit mit Kramer auf der Agritechnica eine neue Baureihe von Teleskopladern vor. Diese sollten bei Claas die bisherige Targo-Baureihe ablösen. Alle Modelle werden von einem Diesel-Motor von Deutz angetrieben und verfügen über ein hydrostatisches Getriebe.
2010 erhielt der Scorpion 6030CP den iF product design award in der Kategorie Landmaschinen.
Im Sommer 2015 gab Liebherr bekannt, dass zwischen Claas und Liebherr eine OEM-Partnerschaft geschlossen wurde und ab dem Jahr 2018 Liebherr Teleskoplader durch Claas vertrieben werden.

## Varianten
| Baureihe      | Motorleistung in kW (PS) ECE R24 | Hubkraft in t | Hubhöhe in m | Produktions- zeitraum |
| ------------- | -------------------------------- | ------------- | ------------ | --------------------- |
| Scorpion 6030 | 90 (122)                         | 3             | 6,15         |                       |
| Scorpion 7030 | 90 (122)                         | 3             | 7            |                       |
| Scorpion 7035 | 90 (122)                         | 3,5           | 7            |                       |
| Scorpion 7044 | 90 (122)                         | 4,3           | 2,10         | 2013–                 |
| Scorpion 7050 | 90 (122)                         | 4,8           | 7,017        | 2014–                 |
| Scorpion 7055 | 115 (156)                        | 5,5           | 7,017        |                       |
| Scorpion 9055 | 115 (156)                        | 5,5           | 8,75         |                       |